# Shūto Abe
Shūto Abe (安部 柊斗?, Abe Shūto; Tokyo, 5 dicembre 1997) è un calciatore giapponese, centrocampista dell'RWDM47.

## Statistiche

### Presenze e reti nei club
Statistiche aggiornate al 16 luglio 2023.
| Stagione        | Club             | Campionato      | Campionato | Campionato | Coppe nazionali | Coppe nazionali | Coppe nazionali | Coppe continentali | Coppe continentali | Coppe continentali | Supercoppe | Supercoppe | Supercoppe | Totale | Totale |
| Stagione        | Club             | Comp            | Pres       | Reti       | Comp            | Pres            | Reti            | Comp               | Pres               | Reti               | Comp       | Pres       | Reti       | Pres   | Reti   |
| --------------- | ---------------- | --------------- | ---------- | ---------- | --------------- | --------------- | --------------- | ------------------ | ------------------ | ------------------ | ---------- | ---------- | ---------- | ------ | ------ |
| 2019            | Università Meiji | -               | -          | -          | CI              | 2               | 0               | -                  | -                  | -                  | -          | -          | -          | 2      | 0      |
| 2019            | FC Tokyo U-23    | J3              | 4          | 0          | -               | -               | -               | -                  | -                  | -                  | -          | -          | -          | 4      | 0      |
| 2019            | FC Tokyo         | J1              | 1          | 0          | CdL+CI          | 1+0             | 0               | -                  | -                  | -                  | -          | -          | -          | 2      | 0      |
| 2020            | FC Tokyo         | J1              | 27         | 2          | CdL             | 3               | 2               | ACL                | 8                  | 1                  | -          | -          | -          | 38     | 5      |
| 2021            | FC Tokyo         | J1              | 36         | 0          | CdL+CI          | 8+0             | 0               | -                  | -                  | -                  | -          | -          | -          | 44     | 0      |
| 2022            | FC Tokyo         | J1              | 30         | 4          | CdL+CI          | 2+2             | 1+0             | -                  | -                  | -                  | -          | -          | -          | 34     | 5      |
| feb.-lug. 2023  | FC Tokyo         | J1              | 16         | 2          | CdL+CI          | 2+1             | 0               | -                  | -                  | -                  | -          | -          | -          | 19     | 2      |
| Totale FC Tokyo | Totale FC Tokyo  | Totale FC Tokyo | 110        | 8          |                 | 19              | 3               |                    | 8                  | 1                  |            | -          | -          | 137    | 12     |
| 2023-2024       | RWDM47           | D1              | 0          | 0          | CB              | 0               | 0               | -                  | -                  | -                  | -          | -          | -          | 0      | 0      |
| Totale carriera | Totale carriera  | Totale carriera | 114        | 8          |                 | 21              | 3               |                    | 8                  | 1                  |            | -          | -          | 143    | 12     |

## Palmarès

### Club

#### Competizioni nazionali
- Coppa J. League: 1

FC Tokyo: 2020